# 代京根
代京根是德国巴登-符腾堡州的一个市镇。总面积22.70平方公里，总人口5386人，其中男性2661人，女性2725人（2011年12月31日），人口密度237人/平方公里。